# Mankells Wallander: Das Erbe
Das Erbe (schwedisch: Arvet) ist ein schwedisch-deutscher Fernsehfilm aus dem Jahr 2010.
Es handelt sich um die elfte Folge der zweiten Staffel, also die insgesamt vierundzwanzigste Folge der schwedischen Kriminalserie Mankells Wallander mit Krister Henriksson in der Hauptrolle. Die Erstausstrahlung in Schweden erfolgte am 21. Apr. 2010 auf TV4; die deutschsprachige Erstausstrahlung erfolgte am 25. April 2011 auf Das Erste.

## Handlung
Während eines Firmenessens wird der Cidre-Produzent Manfred Stjärne ermordet. Eine Untersuchung seiner Handydaten ergibt, dass er regen Kontakt zu einer Frau aus der Mosterei namens Anna Kowalski hatte.
Deren Mann Jan Kowalski arbeitet in einer Baufirma in Stockholm. Anna Kowalski sagt, dass sie nicht wegen Geld, sondern aus Liebe eine Affäre mit ihrem Chef hatte. Manfred Stjärnes Ehefrau Claire ergänzt gegenüber Wallander, dass Jan Kowalski an Manfreds Todestag mit ihm reden wollte, weil er wieder bei ihm arbeiten wollte, nachdem man ihm in Stockholm wegen Trunkenheit gekündigt hat, und seitdem verschwunden ist; Jan sei sehr gewalttätig gewesen. Die Ehe zwischen Manfred und Claire war nicht die beste, Claire hat sich jedoch nicht scheiden lassen, weil Manfred dann die Hälfte der Mosterei bekommen und möglicherweise einen Verkauf erzwungen hätte.
Isabell hat wegen des Traumas, dass beim letzten Fall auf sie geschossen wurde, einen Termin beim Polizeipsychologen. Isabell und Pontus werden zu einem Einsatz auf einem Bauernhof gerufen, bei dem sie im Stall die erhängte Leiche von Jan Kowalski entdecken. Nyberg entdeckt an Kowalskis Händen Manfreds Blut, wohingegen sich an der Kleidung nur wenig Blut befindet; die Mordwaffe war nicht aufzufinden. Nyberg hält einen Selbstmord für möglich. Katarina Ahlsell reagiert verstimmt, als sie mitbekommt, dass Wallander und Claire Stjärne sich zufällig in einem Restaurant begegnen.
Benjamin Wilkes wird mit einem Schnitt in der Kehle umgebracht, als er und seine Frau einen Einbruch im Lager seines Restaurants entdecken. Allem Anschein nach hat der Täter ihm aufgelauert. Benjamin Wilkes und Manfred Stjärne kannten sich. Laut Claire mussten sie und ihr Mann vor einiger Zeit mehrere Mitarbeiter entlassen; Benjamin Wilkes habe sich um einige von ihnen gekümmert, als er vor der Eröffnung seines Restaurants noch Psychologe war. Katarina Ahlsell macht Wallander Vorhaltungen, er habe nicht konsequent genug gegen Claire ermittelt.
Als Pontus und Isabell die gekündigten Mitarbeiter überprüfen, stoßen sie auf Egon Dahlberg, der nach seiner Kündigung die übrigen Mitarbeiter schikaniert hat und Hausverbot bekam, sowie Silva Gustavsson, die Claire mehrfach beim Europäischen Gerichtshof angezeigt hat.
Claire bekommt Personenschutz.
Die Witwe von Egon Dahlberg schildert Pontus und Isabell, das ihr Mann sich nach der Kündigung geschämt hat und vor drei Monaten starb. Er hat ein paar Mal mit Wilkes geredet.
Nyberg findet bei der Untersuchung von Jan Kowalskis Seil keine Spuren von Manfreds Blut, das Kowalski an den Händen hatte. Wallander teilt Nybergs Theorie, das Kowalski sich bereits umbringen wollte, als er Manfred Stjärne tötete.
Die entlassene Buchhalterin der Mosterei erzählt Wallander, dass Manfred Stjärne teure Angewohnheiten auf Kosten der Mosterei hatte. Die Gespräche mit Wilkes hätten Claire nur dazu gedient, herauszufinden, wer wegen der Kündigungen klagen wollte.
Als Claire eine Flasche Wein aus dem Weinkeller holt, stellt sie fest, dass jemand Fremdes im Keller unterwegs ist. Svartman nimmt die Verfolgung des Fremden auf, der jedoch entwischt. Die Polizei nimmt die Ermittlungen auf.
Nach Feierabend gehen Pontus und Isabell gemeinsam in die Disco. Als Pontus zuhause ist, klingelt Isabell bei ihm und fängt an, ihn zu küssen. Sie schlafen miteinander.
Der Galeriewärter Andreas Manell wird zuhause erstochen. Die Vorgehensweise ist die gleiche wie bei den anderen beiden Morden. Wallander befragt Manells früheren Chef in der psychiatrischen Klinik, in der Manell früher gearbeitet hat. Er war dort bis 1995 Pfleger, wurde dann aber wegen zu viel Anzeigen wegen Diebstahls, brutalen Verhaltens und sexuellen Missbrauchs entlassen. Diesbezügliche Untersuchungen verliefen jedes Mal im Sand.
Wallander bittet Pontus und Isabell zu Beatrice Sahlin. Sie war Patientin von Benjamin Wilkes und hat Andreas Manell wegen sexuellen Missbrauchs angezeigt. Als Wallander bei ihr klingelt, kommt sie gerade nach Hause und verletzt Wallander; Isabell nimmt die Verfolgung auf, jedoch erfolglos. Von Benjamin Wilkes Frau und Sohn erfährt Wallander, dass es sich bei Beatrice Sahlin um Beatrice Stjärne, Claires Schwester, handelt. Claire zufolge habe der Vater bei Beatrices Einweisung von der Familie verlangt, so zu tun, als hab Beatrice nie existiert. Wallander vermutet, dass Claire Kowalskis Selbstmord inszeniert hat.
Während Pontus und Isabell zum Personenschutz bei Claire eingeteilt sind, kommt – von Pontus und Beatrice unbemerkt – Beatrice zu ihr. Beatrice will wieder zu Claire und dass alles wieder so wird wie früher. Claire erschlägt Beatrice mit einem Feuerhaken. Als Wallander Claire verhört, macht diese Notwehr geltend, doch anhand der Spuren am Tatort schließt Wallander, dass diese Behauptung nicht zum Tatgeschehen passt. Nachdem Jan Kowalski Manfred umgebracht hatte, ermordete Claire Kowalski und Beatrice Benjamin Wiles sowie Andreas Manell.

## Kritiken
„Weniger zufriedenstellende Episode der schwedischen (Fernseh-)Krimireihe, die mehr Fragen aufwirft als Antworten liefert. - Ab 14.“